# Astra 1A
Astra 1A è stato il primo satellite artificiale lanciato dalla Société Européenne des Satellites (SES S.A.) e deve il suo nome alla SES Astra, anch'essa azienda operatrice. Dal momento che entrambe le aziende sono lussemburghesi, Astra 1A è il primo satellite lussemburghese (e, curiosamente, il secondo del Benelux, poiché all'anno del lancio, il 1988, solo i Paesi Bassi avevano già messo in orbita un proprio satellite). Ha fornito copertura televisiva all'Europa occidentale dal 1989 al 2001.
Il Lussemburgo non faceva parte dell'European Space Research Organisation. Astra 1A non è un satellite per la ricerca, bensì per le telecomunicazioni. Tuttavia, grazie ad Astra 1A, il Granducato è indirettamente diventato la 22ª Nazione ad avere un satellite in orbita (e la nona europea, battendo sul tempo ad esempio il limitrofo Belgio). Come già lo svedese Viking e tanti altri dopo (soprattutto europei), è stato lanciato attraverso un vettore di fabbricazione francese, l'Ariane 4, dal Centre spatial guyanais.